# Station Chmielnik Miasto
Station Chmielnik Miasto is een spoorwegstation in de Poolse plaats Chmielnik.